# برج راهداری مقابری
برج راهداری مقابری مربوط به دوره قاجار است و در شهرستان فسا، بخش مرکزی، دهستان جنگل، روستای مقابری واقع شده و این اثر در تاریخ ۲۶ اسفند ۱۳۸۶ با شمارهٔ ثبت ۲۱۹۰۲ به‌عنوان یکی از آثار ملی ایران به ثبت رسیده است.